# Pascal Nemirovski
Pour les articles homonymes, voir Nemirovski.
Pascal Nemirovski, né le 15 janvier 1962, est un pianiste français d’origine russe.
Admis à l’unanimité en 1981 à la Juilliard School de New York, il obtient plusieurs bourses (Steinway et Freudlich Fund). Il étudie avec Nadia Reisenberg, élève de Josef Hofmann, puis Adèle Marcus, élève d'Artur Schnabel et de Josef Lhévinne, héritiers de l’école de Leschetizky.
Jouissant d'une renommée internationale de pédagogue, il contribue à la formation de jeunes pianistes dont Lise de La Salle et Louis Schwizgebel. Il est régulièrement invité dans des jurys internationaux et à donner des Masterclasses en France et à l'étranger.
De 2006 à 2016, Pascal Nemirovski est Professeur à la Royal Academy of Music de Londres et reçoit, en 2009, la distinction de "Honorary ARAM". En 2012, il est nommé responsable du Département
pédagogique (LRAM).
En
2011, il est nommé Professeur à la Purcell School de Londres. 
En 2015, il est nommé Professeur invité au Conservatoire royal de Birmingham (en). 
En 2016, il prend la position d' "International Chair in Piano" au Conservatoire royal de Birmingham (en).  
In 2023, He is appointed Artistic Director and Chairman of the Madrid International Piano Competition.